# Hochland von Dekkan

Hochland von Dekkan

Das Hochland von Dekkan (teilweise Dekkan-Plateau) ist eine Teillandschaft des Dekkans im Zentrum Indiens. Das Hochland erstreckt sich im Norden bis in die Landschaft um den Fluss Tapti und grenzt dort an die Gebirgszüge des Satpura, im Westen und Osten bilden die Gebirgszüge der Westghats und Ostghats die Grenzen, die im Süden nahezu zusammenstoßen. Es ist ein Tafelland, im Osten gewellt, das nach Westen hin abflacht und ausgedehnte Ebenen bildet. Der Dekkan-Trapp im Nordwesten ist mit etwa 500.000 km² eine der größten Basaltflächen der Erde. Im Westen betragen die Höhen des Dekkan-Plateaus 1000 bis 1300 m, im Zentrum 500 bis 600 m. Die den Westghats entspringenden Flüsse durchfließen das Plateau in östlicher Richtung und münden in den Golf von Bengalen.
Neben vereinzelten Bereichen mit alluvialen und diluvialen Böden herrschen fruchtbare Schwarzerde- und Laterit-Böden vor. Das Dekkan-Plateau ist verhältnismäßig trocken, weil der Südwest-Monsun von den Westghats abgehalten wird. Die Landwirtschaft ist daher auf Bewässerung angewiesen.